# 狗張子
『狗張子』（いぬはりこ）は、江戸時代に編まれた浅井了意による仮名草子。元禄5年（1692年）刊行、全7巻。45編の物語からなる『伽婢子』の続篇。

## 概要
了意は元禄3年（1690年）に『伽婢子』続篇の執筆をはじめ、7巻までの本文を書きあげていたが元禄4年（1691年）に亡くなり、原稿は未完の状態となった。その遺稿を京都の書肆・林九兵衛が出版したもので、その経緯は本書の出版を行った林義端の記した序文に記されている。前作である『伽婢子』と同様に中国の怪異小説集に話材をとり、舞台や人名を日本に翻案した話を収録している。
中国の小説や説話が、舞台を日本に移されているのが特徴であるが時代設定は室町時代や戦国時代となっていることが多い。今川家（巻之二・交野忠次郎）や武田家（巻之六・板垣信形）など大名の家臣に寄せたものも目立つ。